# Magnolia sprengeri
Espèce
Statut de conservation UICN

 LC  : Préoccupation mineure
Magnolia sprengeri est une espèce de plantes à fleurs de la famille des Magnoliacées. C'est un arbre endémique de Chine.

## Description
C'est un arbre.

## Répartition et habitat
Cette espèce est endémique de Chine où elle est présente dans les provinces de Henan, Hubei, Guizhou, Sichuan et Yunnan.

## Liste des variétés
Selon World Checklist of Selected Plant Families (WCSP) (30 décembre 2013) :
- Magnolia sprengeri Pamp., Nuovo Giorn. Bot. Ital., n.s. (1915)

Selon Tropicos (30 décembre 2013) (Attention liste brute contenant possiblement des synonymes) :
- variété Magnolia sprengeri var. diva (Stapf ex Millais) Stapf
- variété Magnolia sprengeri var. elongata (Rehder & E.H. Wilson) Johnstone
- variété Magnolia sprengeri var. elongata (Rehder & E.H. Wilson) Stapf